# Horní Bojanovice
Horní Bojanovice là một làng thuộc huyện Břeclav, vùng Jihomoravský, Cộng hòa Séc.